# Kim Warwick
Kim Warwick, född 8 april 1952 i Sydney, New South Wales, är en australisk högerhänt tidigare professionell tennisspelare.

## Tenniskarriären
Kim Warwick är främst känd som skicklig dubbelspelare med 26 titlar under proffskarriären på WCT-touren 1974-87. Han rankades som bäst som världstia i dubbel (december 1985). Som singelspelare var han mindre framgångsrik, men vann ändå tre titlar och rankades på 15:e plats i oktober 1981. Han vann totalt sex titlar i Grand Slam (GS)-turneringar, varav fyra i dubbel och två i mixed dubbel. Den hetlevrade Warwick suspenderades 1973 under ett år av ITF på grund av dåligt uppförande under en turnering i Italien (källa: Hedges 1978).  Warwick vann sammanlagt 994 045 dollar i prispengar.
Säsongen 1980 nådde Warwick sin enda singelfinal i en GS-turnering under karriären. Det var i Australiska öppna efter segrar över spelare som John Fitzgerald och Guillermo Vilas. I finalen mötte han amerikanen Brian Teacher som vann med 7-5, 7-6, 6-2.
Sin första GS-titel vann Warwick 1972 tillsammans med landsmaninnan Evonne Goolagong i mixed dubbel i Franska öppna. Han upprepade sin seger 1976 tillsammans med den sydafrikanska spelaren Ilana Kloss.
År 1978 vann han dubbeltiteln i Australiska öppna med Wojtek Fibak. Han vann dubbeltiteln också säsongerna 1980 och 1981, båda gångerna tillsammans med landsmannen Mark Edmondson. År 1985 spelade han dubbelfinal i Franska öppna tillsammans med Mark Edmondson. Det australiska paret mötte då Schlomo Glickstein och Hans Simonsson och vann med siffrorna 6-3 6-4 6-7 6-3. 
Kim Warwick deltog i det australiska Davis Cup-laget 1978 och 1981. Han spelade totalt fyra matcher av vilka han vann två.

## Grand Slam-titlar
- Australiska öppna
  - Dubbel - 1978, 1980, 1981
- Franska öppna
  - Dubbel - 1985
  - Mixed dubbel - 1972, 1976